# 카타야마 치에코
카타야마 치에코(片山 千恵子, かたやま ちえこ 1984년 7월 24일 ~ 일본 가나가와현 가와사키시)는 일본의 아나운서로 NHK 소속으로 2008년에 입사했다.

## 생애 및 입사
카타야마 치에코(片山 千恵子)는 1984년 7월 24일에 일본 가나가와현 가와사키시에서 태어났다. 그녀는 타마가와 학원 중등부·고등부를 거쳐 조치 대학 외국어 학부 졸업 후, 2008년에 NHK 입사를 했다. 입사 동기로는 카노우 후미히사, 니노미야 나오키, 미와 히데카, 테라카도 아이코이다. 2008년 입사 후 첫 발령지인 NHK 가나자와 방송국에서 아나운서로써의 시작을 했다. 2008년부터 2011년까지 있었다가 2012년에 지금의 NHK 방송 센터 아나운서실로 옮기면서 활동하고 있다.

## 에피소드
- 2016년에 결혼해 슬하 1남 1녀의 워킹맘이다.
- 2022년 4월 복직후에 다카세 코조 아나운서와 그 후 오다기리 센 아나운서와 함께 2022년 4월 4일 봄 개편에 따라 매주 월 ~ 목요일 저녁 5시에 방송되었던 뉴스 라이브 저녁 5시 진행을 맡았다.